# Benoît Duchâteau-Arminjon
Benoît Duchâteau-Arminjon, né le 11 février 1966 à Chambéry en France, est le fondateur de l'ONG cambodgienne d'aide à l'enfance Krousar Thmey (« Nouvelle Famille »).

## Biographie
Benoît Duchâteau-Arminjon est né le 11 février 1966 à Chambéry (Savoie) .
Après avoir mobilisé, dès août 1990, la communauté française de Bangkok sur le problèmes des enfants cambodgiens réfugiés du camp de Site II (spectacle à l’alliance française en septembre 1990 et diverses opérations de recherche de fonds), il développe un programme d’aide pour 330 orphelins fin 1990.
Pour se consacrer davantage à cette action, il prend une année sabbatique et part travailler dans les camps de réfugiés cambodgiens où il ouvre, dès mars 1991, deux petits orphelinats pour prendre en charge des enfants abandonnés .
La paix signée (Accords de Paris sur le Cambodge de 1991), il met en place le rapatriement des camps en collaboration avec l’UNHCR qui choisira ses activités comme « programme de référence sur le rapatriement des orphelins ». 
Un film de 55 minutes, est d’ailleurs produit par le Haut Commissariat aux réfugiés sur ses activités pour documenter l’ensemble de ce rapatriement historique.
Plutôt que de reprendre son poste de contrôleur de gestion, il poursuit au Cambodge les actions menées avec notamment l’ouverture des premiers centre d’accueil pour enfants des rues et des toutes premières écoles pour enfants aveugles et pour enfants sourds et la création du braille khmer et le développement de la langue des signes khmère[réf. nécessaire].
En 1994-1995, il est cofondateur du mouvement ECPAT pour le Cambodge End Child Prostitution Abuses and Trafficking, coordination d’ONG pour la lutte contre la prostitution des enfants[réf. nécessaire]. 
Après plus de 10 ans de complet engagement auprès de Krousar Thmey, il passe progressivement la responsabilité opérationnelle des programmes aux Cambodgiens mais continue son investissement de chaque instant pour la supervision de l’ensemble de l’organisation et particulièrement, la stratégie de développement, les relations avec le gouvernement, les médias et la recherche des fonds.
En avril 2011, il accueille une partie importante du gouvernement royal accompagnant le Premier Ministre Hun Sen qui a choisi d’honorer de sa présence, la célébration des 20 ans de Krousar Thmey.
Bénévole pour l'organisation, il a créé deux guest-houses à Siem Reap (Cambodge) : La Noria et Borann pour subvenir à ses besoins.

## Distinctions
A titre personnel
- 1996 : TOYP « humanitaire » de la Jeune chambre internationale. Après avoir été sélectionné en tant que « The Outstanding Young Persons » successivement en Savoie, France, Europe, ce prix international est décerné en Corée[réf. nécessaire][8].
- 1996 : Commandeur de l’ordre Royal de Sahametrei, (ordre similaire à la Légion d’Honneur) décerné par S.M. Le Roi du Cambodge Norodom Sihanouk pour services distingués rendus au peuple cambodgien[réf. nécessaire][9].
- 2000 : Nationalité cambodgienne octroyée conjointement par S.M. Le Roi Norodom Sihanouk et S.E. le Premier Ministre Hun Sen[réf. nécessaire]. Seuls quelques étrangers ont reçu la nationalité cambodgienne[réf. nécessaire].
- 2011 : Grand Officier de l’ordre Royal de Sahametrei, (ordre similaire à la Légion d’Honneur) décerné par S.E. le Premier Ministre Hun Sen[réf. nécessaire][10].
- 2011 : Chevalier de l'Ordre National du Mérite (France) remis par S.E. l'Ambassadeur de France Christian Connan [11]
- 2012 : World's Children's Honorary Award (sv) - section Humanitaire, remis à New York [12]
- 2015 : Lauréat du Trophée Humanitaire et Social décerné par lepetitjournal.com dans le cadre des Trophées des Français de l'Etranger[13]
- 2019 : Hero Award 2019 des World of Children Awards [14]

Au titre de l'organisation
- 2000 : Prix de la Coopération de la République Française, remis par le premier Ministre Lionel Jospin[réf. nécessaire]
- 2003 : Krousar Thmey, Prix des Droits de l’Homme de la République Française remis par le Premier Ministre Jean-Pierre Raffarin[réf. nécessaire].
- 2010 : Prix Wenhui décerné par l’UNESCO Chine pour l’innovation en matière d’éducation pour tout l’ensemble du travail réalisé pour l’éducation des enfants handicapés. De la création du Braille Khmer au développement de la langue des signes et l’accompagnement des élèves à l’intégration du système scolaire cambodgien d’où les premiers handicapés sont sortis diplômés de l’université[15]
- 2013 : Krousar Thmey est distinguée parmi les 100 meilleures ONG du Monde (#88e) par le Global Journal [16]
- 2013 : Prix Impact de la Stars Foundation pour l’Éducation dans la zone Asie-Pacifique [17]
- 2015 : Krousar Thmey est classée 86e ONG du Monde dans le TOP 500 NGOs par la Global Geneva [18]
- 2015 : Mme NEANG Phalla, enseignante et directrice du Programme d'éducation des enfants aveugles est dans le top 10 des finalistes du Global Teacher Award [19].

## Publications
- 1999 : Cambodge, carnet de voyage, de Elsie Herberstein, Justin Creedy Smith, Damien Chavanat. Éditions du Seuil
- 2000 : L'espérance autour du monde, Christian de Boisredon, Nicolas de Fougeroux, Loïc de Rosanbo. (Editions Presses de la Renaissance)
- 2003 : Sept mois au Cambodge, de Chan Keu, Lisa Mandel, Sylvain-Moizie, Lucie Albon. Éditions Glénat
- 2005 : Les ONG occidentales au Cambodge, la réalité derrière le mythe, de Sabine Trannin (éditions L'Harmattan)
- 2011 : Un humanitaire au Cambodge - Krousar Thmey une Nouvelle Famille (éditions du Pacifique), écrit par Benoît Duchâteau-Arminjon. Préface de Gérard Klein, postface du Dr Xavier Emmanuelli. Traduction du livre en Khmer, Braille khmer et anglais.
- 2016 : Le Cambodge de Monsieur Rathanak, co-écrit avec Elsie Herberstein, Justin Creedy-Smith et Damien Chavant (Editions Jalan)
- 2024 : Pour l'enfance cambodgienne, agir et transmettre, écrit par Benoît Duchâteau-Arminjon et Auray Aun. Éditions Magellan & Cie

## Dans les médias
- 1992 : Home, de Jack Thompson, production UNHCR
- 1994 : Une Nouvelle Famille de Rémi Duhamel
- 1995 : Les Ailes de l'espoir (France 2)
- 1996 : Les enfants d’abord de Serge Moati (France 2)
- 1999 : Thalassa (France 3)
- 1999 : Esprit de Famille de Rémi Duhamel
- 2004 : Histoire(s) de Famille de Rémi Duhamel
- 2010 : Échappées belles (France 5)
- 2010 : C'est au programme, de Didier Régnier (France 2)
- 2010 : Émission de Gérard Klein (Europe 1)
- 2011 : Jack Thompson returns to Cambodia - Reporter : Alex Cullen - Producer : Rebecca Le Tourneau - Australie